# Grebo-kroumen
Les langues grebo-kroumen, ou langues grebo, sont un groupe de langue kru parlées par les Grebo et les Kroumens en Côte d’Ivoire et au Liberia.
- Glio-ubi (en)
- Kroumen
  - Kroumen piè
  - Kroumen plapo
  - Kroumen tépo
- Grebo
  - Grebo du Nord
  - Grebo de Gboloo
  - Grebo du Sud
  - Grebo du centre
  - Grebo de Barclayville